# سيني (سردينيا)
سيني، (بالإنجليزية:  Sini)‏، هي بلدية في مقاطعة أوريستانو في إقليم سردينيا الإيطالي، وتقع على بعد حوالي 60 كم (37 ميل) شمال غرب كالياري، وحوالي 30 كم (19 ميل) جنوب شرق أوريستانو. اعتبارا من 31 ديسمبر 2004، كان عدد سكانها 574 وتبلغ مساحتها 8.7 كيلومتر مربع (3.4 ميل مربع).

## السكان
في سنة 1861 بلغ عدد السكان 600 نسمة، وتطور العدد ليصل في سنة 2011 لـ 515 نسمة.
يظهر هذا المخطط البياني تطور النمو السكاني لـ سيني (سردينيا)